# نه آن‌قدر احمق
نه آن‌قدر احمق (انگلیسی: Not So Dumb) فیلمی به کارگردانی کینگ ویدور است که در سال ۱۹۳۰ منتشر شد.

## بازیگران
- ماریون دیویس
- الیوت نیوجنت
- جولیا فی
- دونالد اوگدن استوارت
- فرانکلین پاننگبورن
- ویلیام هولدن
- جرج دیویس